# Iglesia de la Divina Providencia
La Iglesia de Nuestra Señora de la Divina Providencia, también conocida como iglesia de la Divina Providencia, es un templo católico ubicado en la medianía de la comuna de Providencia, en la avenida homónima n.º1619, frente al edificio de Sernatur. Es una de las iglesias patrimoniales de Santiago. Su alargada cúpula es parte de la herencia de la arquitectura italiana.

## Historia

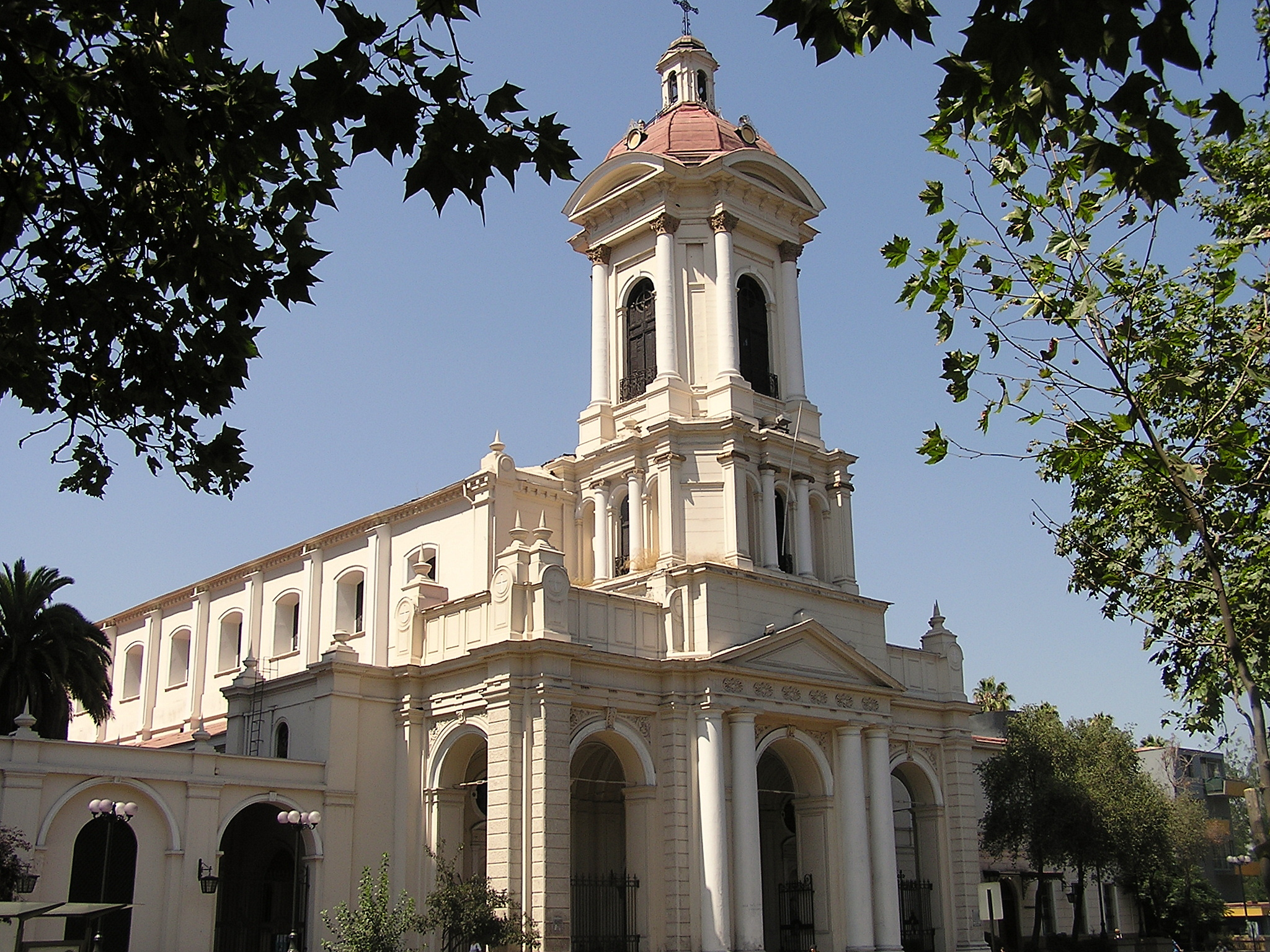
El templo en 2007.

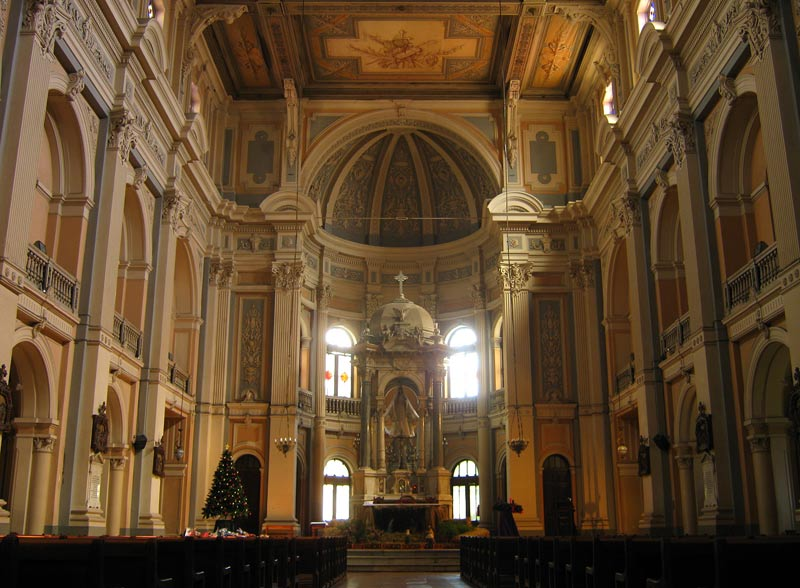
Altar de la iglesia.

La comuna de Providencia debe su nombre a este templo construido a finales del siglo XIX. Sus orígenes se remontan a 1854, cuando el terreno donde se alza fue adquirido con el fin de construir un asilo de huérfanos a cargo de congregación de las Hermanas de la Providencia de Montreal.
Originalmente, la construcción contaba con veinte patios, varios claustros y el templo, llegando a acoger cerca de 1300 huérfanos a fines de dicho siglo. Sin embargo, gran parte fue demolido en 1941, quedando en pie solo la capilla y el claustro lateral, que fue donado al Arzobispado; la hermanas dejaron de hacerse cargo del orfanato a partir de esa fecha.
La iglesia, declarada Monumento Histórico en 1989, fue construida a partir de los planos del arquitecto italiano y sacerdote franciscano Eduardo Provasoli, entre 1881 y 1890. Provasoli ideó un sinnúmero de obras en distintas ciudades de Chile con un incalculable valor patrimonial. Como varias de las construcciones realizadas en aquella época, es de claro estilo neorrenacentista. Llama la atención su bóveda ricamente decorada que cubre la única nave de esta construcción. Sus muros están construidos en albañilería de ladrillo y alcanzan un espesor de 1,6 m.
El 27 de febrero de 2010, el terremoto que azotó al centro-sur de Chile hizo que la cúpula del campanario de la iglesia se desmoronara, razón por la cual comenzó a ser restaurada en septiembre de 2012. Los trabajos duraron varios años.